# Gatièras
Gatièras (en francès Gattières) és un municipi francès situat al departament dels Alps Marítims i a la regió de Provença – Alps – Costa Blava.

## Demografia
| 1962                                       | 1968  | 1975  | 1982  | 1990  | 1999  | 2006  |
| ------------------------------------------ | ----- | ----- | ----- | ----- | ----- | ----- |
| 851                                        | 1.005 | 1.380 | 2.051 | 2.997 | 3.583 | 4.018 |
| Des de 1962: població sense dobles comptes |       |       |       |       |       |       |

## Administració
| Període   | Identitat         | Partit |
| --------- | ----------------- | ------ |
| 1977-2008 | Marius Papi       | PCF    |
| 2008-     | Jean-Pierre Testi | PCF    |

## Agermanaments
- Citerna
- Montone (Itàlia)
- San Giustino